# جيورجي كوشبوك
جيورجي كوشبوك (ولد 20 سبتمبر 1866-9 مايو 1918) هو شاعر ومترجم ومعلم وصحفي روماني.

## وصلات خارجية
- جيورجي كوشبوك على موقع ميوزك برينز (الإنجليزية)